# Marainobia robusta
Marainobia robusta är en spindeldjursart som beskrevs av Meyer 1987. Marainobia robusta ingår i släktet Marainobia och familjen Tetranychidae. Inga underarter finns listade i Catalogue of Life.